# Внезапная опасность
«Внезапная опасность» (англ. Sudden Danger) — фильм нуар режиссёра Хьюберта Корнфилда, который вышел на экраны в 1955 году.
Фильм рассказывает о лос-анджелесском детективе, лейтенанте Энди Дойле (Билл Эллиотт), который расследует предполагаемое самоубийство совладелицы фирмы по производству женской одежды. Дойл подозревает, что это могло быть убийство, и совершил его ради получения страховки на операцию по восстановлению зрения её сын Уоллес Кёртис (Том Дрейк), который пять лет назад ослеп в результате несчастного случая. Чтобы снять с себя подозрения, Кёртис начинает самостоятельное расследование, и в итоге при содействии Дойла находит настоящего преступника.
Критики дали этому низкобюджетному фильму сдержанные оценки, при этом подчёркивалось, что в целом он смотрится лучше, чем многие другие детективные фильмы категории В того времени.

## Сюжет
Однажды вечером, возвращаясь домой из Института Брайля, слепой молодой человек Уоллес Кёртис (Том Дрейк) открывает дверь своей квартиры, после чего его собака-поводырь начинает беспокойно лаять. Почувствовав запах газа, Уолли пробирается на кухню, выключает газовую плиту и открывает окна. Затем он завёт мать Эдну, которая живёт вместе с ним, однако никто не отвечает. Несколько мгновений спустя Уолли обнаруживает её лежащей на диване. Пока он звонит в скорую помощь, в квартире появляется домохозяйка миссис Келли (Минерва Урекал), которая констатирует, что Эдна мертва. Делом занимается лейтенант Энди Дойл (Билл Эллиотт) из департамента шерифа Лос-Анджелеса. Он находит и читает Уолли напечатанную на машинке предсмертную записку Эдны, в которой та настаивает на том, чтобы сын использовал полученные по её страховке деньги на операцию у авторитетного хирурга-офтальмолога, доктора Гастингса. Уолли рассказывает детективу, что ослеп пять лет назад, когда случайно вместо глазных капель взял из ящика с лекарствами бутылочку не с тем лекарством, что и привело к потере зрения. Далее он рассказывает, что его мать совместно с Рэймондом Уилкинсом (Дэйтон Ламмис) владеет компанией по пошиву женских пляжных костюмов «Плейтайм Тогс», которая сейчас переживает трудный период. В своё время партнёром Уилкинса был отец Уолли, однако после его смерти партнёром Уилкинса стала Эдна, которая взяла на себя значительную часть работы. Уходя, Энди сталкивается в дверях с Филлис Бакстер (Беверли Гарленд), дизайнером «Плейтайм» и девушкой Уолли, которая пришла его утешить. Затем Энди беседует с миссис Келли, которая утверждает, что слышала как Уолли и Эдна недавно громко спорили. По словам миссис Келли, Эдна заявила сыну, что поскольку она взяла кредит на страхование своей жизни, то не сможет оплатить очередную глазную операцию для сына. Энди приходит в офис «Плейтайм» для разговора с Филлис, которая сообщает ему, что до несчастного случая они с Уолли собирались пожениться, но затем Уолли отказался от свадьбы, так как не хотел быть для неё обузой. На вопрос о том, какой была Эдна, Филлис отвечает, что она была смелой и порядочной женщиной, и вряд ли могла пойти на самоубийство. Затем Энди проходит в кабинет Уилкинса, где беседует с ним и адвокатом Эдны по имени Джордж Колдвелл (Пьер Уоткин). Адвокат сообщает, что Уолли является единственным наследником Эдны, однако всё её состояние на данный момент включает только полис страхования жизни. На вопрос Энди, почему у Эдны не было других активов, Уилкинс объясняет, что когда фирма оказывается в трудном финансовом положении, они с Эдной отказываются от собственного вознаграждения, пуская все средства на финансирование текущей деятельности. Затем Энди незаметно делает образцы печати имеющихся в офисе печатных машинок, выясняя, что предсмертная записка Эдны была напечатана на машинке Филлис. Энди также выясняет, что в календаре Эдны отмечена встреча со своим нью-йоркским партнёром Гарри Вудраффом (Лайл Тэлбот), которая должна была состояться через два дня. Детектив задаётся вопросом, зачем перед самоубийством делать отметку о предстоящей встрече. Энди поручает сержанту Майку Данкану (Джон Клоуз) найти Вудраффа. Тем временем Уолли обращается в клинику доктора Гастингса, чтобы сделать операцию. После операции в больнице его навещают как Филлис, так и Энди, который продолжает расследование. У Филлис детектив выясняет, что именно Эдна виновата в несчастном случае, в результате которого Уолли ослеп. Во время разговора с Уолли детектив выдвигает предположение, что тот мог убить свою мать из мести и ради денег, однако не отказывается и от версии, что убийцей мог быть кто-то другой, мотивы которого пока не установлены. Тем временем адвокат Колдвелл сообщает Уолли, что по страховому полису он получит чуть меньше пяти тысяч долларов, при этом все семейные драгоценности стоимостью не менее 15 тысяч долларов, которые хранились в сейфе матери, исчезли. Филлис предполагает, что Эдна могла продать драгоценности, чтобы оплатить предыдущие глазные операции, не сказав об этом Уолли. Однако детектив начинает подозревать Колдвелла, у которого также был доступ к сейфу.
Через три недели после операции бинты с глаз Уолли снимают, и его зрение полностью восстанавливается. Однако он просит врачей никому об этом не говорить, решая, что под видом слепого ему будет легче провести собственное расследование смерти матери. О том, что он опять видит нормально, Уолли говорит только Филлис, которая по его просьбе тем же вечером тайно отвозит его к Колдвеллу. Когда они звонят в дверь Колдвелла, им никто не открывает, так как адвокат убит и его труп находится в квартире. На следующее утро, услышав по радио сообщение о смерти Колдвелла, Уолли убегает из больницы, и Энди направляется на его поиски, первым делом заезжая в офис «Плейтайм». Шокированная новостями об убийстве Колдвелла, Филлис признаёт, что вчера вечером она вместе с Уолли приезжала к дому адвоката, однако они его не убивали. Тем временем Уолли приходит в свой дом, настаивая, чтобы миссис Келли вспомнила точно, что происходило во время его ссоры с матерью. Домохозяйка признаёт, что не видела спорящих, а лишь слышала, что спор был из-за денег. Она также вспоминает, что некий мужчина в последнее время несколько раз приходил к Эдне в отсутствие Уолли. Когда миссис Келли упоминает, что однажды видела «яркую блондинку», которая ожидала этого мужчину на улице в автомобиле, Уолли догадывается, что речь идёт о Вере (Хелен Стэнтон), модели из «Плейтайм», а мужчиной наверняка был Уилкинс, который с ней тайно встречался. В полицейском участке Энди и Майк допрашивают Вудраффа, который является поставщиком шёлка и многолетним деловым партнёром компании Эдны. Тот рассказывает, что когда некоторое время назад «Праймтайм» неожиданно решила отказаться от его услуг и подписать контракт на поставку шёлка с компанией «Ригал Крест», он решил провести собственное расследование, выяснив, что компании с таким названием попросту нет на рынке. Тем временем Уолли следит за Верой и Уилкинсом, которые приходят в дорогой ночной клуб. От бармена Кенни (Фрэнк Дженкс) Уолли узнаёт, что Уилкинс регулярно тратит большие деньги на Веру. Бизнесмен снял ей дорогую квартиру, а также постоянно делает дорогие подарки. Проводив Веру домой, Уилкинс уходит, после чего в дверях её квартиры появляется Уолли. Не зная, что его зрение восстановилось, Вера не снимает украшения, и Уолли замечает на ней браслет, принадлежавший его матери. Вера поражена тем, что к Уолли вернулось зрение. Ещё больше её шокирует заявление Уолли, что Уилкинс подделывал бухгалтерские документы компании, а когда Эдна догадалась об этом, он убил её. Уолли уходит и звонит Филлис, приглашая её на встречу. Однако за ней следит полиция, которая задерживает обоих и доставляет их в участок. Там Энди рассказывает Уолли, что после получения информации от Вудраффа он вызвал бухгалтера «Плейтайм» Дейва Гленнона (Люсьен Литтлфилд), после чего они вместе направились в офис компании, чтобы найти улики, подтверждающие факт растраты Уилкинсом, поскольку именно он поручил компании перейти к сотрудничеству с «Ригал Крест». В офисе «Праймтайм» они видят, что чеки для «Ригал Крест» были завизированы неким Гарри Апперсоном. Энди берёт бумаги с образцом почерка Уилкинса, чтобы сравнить их как с подписью Апперсона, так и с подписью на предсмертной записке Эдны. Затем, оставив Уолли в офисе, Энди вместе с Гленноном едет по адресу фирмы «Ригал Крест», выясняя, что там ничего нет, кроме письменного стола, после чего они направляются на склад, где должен храниться поставленный этой фирмой шёлк, однако и он абсолютно пуст. Становится ясно, что «Ригал Крест» была подставной компанией, через которую Уилкинс отмывал и присваивал деньги. Уилкинс приходит к Вере, выясняя, что Уолли подозревает его в растрате и намерен проверить бухгалтерские книги компании. Он немедленно направляется в офис «Плейтайм». Увидев в офисе Филлис, Уилкинс заявляет ей, что убил Эдну, потому что она догадалась о его финансовых махинациях, поставивших компанию на грань банкротства, а затем убил и Колдвелла, который его шантажировал. После этого Уилкинс берёт ленту и пытается задушить Филлис, однако появляется Уолли и отталкивает его. Между мужчинами завязывается драка, в ходе которой Уилкинс отбрасывает Уолли и пытается сбежать, однако выход ему преграждают возвращающиеся Энди, Майк и Гленнон. Уилкинс пытается спрятаться в тёмном складском помещении, однако Уолли, который ловко чувствует себя в темноте, легко находит и скручивает его. После ареста Уилкинса счастливые Уолли и Филлис обнимают друг друга и уходят, а Энди предлагает Дейву выпить пива.

## В ролях
- Билл Эллиотт — лейтенант Энди Дойл
- Том Дрейк — Уоллес Кёртис
- Беверли Гарленд — Филлис Бакстер
- Дэйтон Ламмис — Рэймонд Уилкинс
- Хелен Стэнтон — Вера
- Люсьен Литтлфилд — Дейв Гленнон
- Лайл Тэлбот — Гарри Вудрафф
- Минерва Урекал — миссис Келли
- Фрэнк Дженкс — Кенни, бармен
- Пьер Уоткин — Джордж Колдвелл

## Создатели фильма и исполнители главных ролей
Наиболее известными режиссёрскими работами Хьюберта Корнфилда, который работал в Голливуде в 1950-60-е годы, были фильм нуар «Дорогой воровства» (1957), криминальный триллер «Третий голос» (1960) и криминальная драма «Ночь следующего дня» (1969) с Марлоном Брандо в главной роли.
Актёр Билл Эллиотт, известный также как Дикий Билл Эллиотт, начиная с 1930 года и до середины 1950-х годов был исполнителем главных ролей в нескольких десятках вестернов категории В, среди них «Долина исчезающих людей» (1942), «Шериф Лас-Вегаса» (1944), «Адский огонь» (1949), «Столкновение» (1950), «Фарго» (1952), «Топика» (1953) и «Золотоискатели» (1954). Как пишет историк кино Хэл Эриксон, в 1955 году Эллиотт «оставил вестерны ради детективных мелодрам», снявшись в роли детектива Энди Флинна в фильме «Звонок экстренным службам» (1955). В том же году Эллиотт сменил имя детектива на Энди Дойл, сыграв в картине «Внезапная опасность». Затем в образе Дойла до 1957 года актёр предстал ещё в трёх детективных лентах, после чего завершил свою кинокарьеру.

## Рабочее название фильма
Рабочее на звание этого фильма — «Просчитанный риск» (англ. Calculated Risk).

## Оценка фильма критикой

### Общая оценка фильма
После выхода фильма на экраны он не привлёк к себе внимания критики. Современные историки кино также дают ему сдержанные оценки. Так, Спенсер Селби внёс его в свой список фильмов нуар, написав, что фильм рассказывает о слепом мужчине, который «с помощью операции восстанавливает зрение, после чего добивается снятия с себя обвинения в убийстве». Другой современный кинокритик Майкл Кини отметил, что это «первая из криминальных драм про лейтенанта Дойла, роль которого сыграл бывшая звезда вестернов категории В Дикий Билл Эллиотт». По мнению критика, «хотя „Внезапная опасность“ немного лучше, чем другие фильмы этого низкобюджетного киносериала», тем не менее, и она представляет собой «путаный детектив с малым экшном и ещё меньшим саспенсом». Артур Лайонс полагает, что это «первый и лучший фильм из киносериала про лейтенанта Дойла с Диким Биллом Эллиоттом в главной роли. В этом первом фильме он действует без своего напарника Дона Хэггерти, который сыграет в остальных фильмах сериала. У этого фильма значительно лучшие производственные качества, чем у других картин сериала, которые делались на очень скромном бюджете».
По мнению Хэла Эриксона, «хотя фильм очевидно делался второпях, он поднимается выше обычного уровня подобных фильмов благодаря более качественному сценарию, а также хорошему подбору актёров второго плана». Стив Копиан назвает картину «крепким и хорошим маленьким детективом», который стоит зрительского времени. Копиан обращает особое внимание на образ Дойла, «прямого и честного» детектива, который будет «идти по следу до самого конца». С другой стороны, Мартин Теллер дал фильму негативную оценку, назвав его «безжизненным и неувлекательным». По мнению критика, «если не считать игры Минервы Урекал, единственная причина смотреть этот фильм — это несколько кадров с полураздетыми красавицами в откровенных нарядах в офисе дома мод, где работала мать Уоллеса». Теллер полагает, что это «шаблонный детектив с убийством, запутанный, но нисколько не убедительный». По его мнению, в фильме «нет ни единой колоритной реплики, нет интригующих поворотов, нет ни одной напряжённой сцены, декорации дешёвые, а съёмка совершенно лишена вдохновения».

### Оценка актёрской игры
Мнения в отношении игры Билла Эллиотта также разделились. Описывая личность его персонажа, Копиан отмечает, что «это человек, который извинится, если окажется неправ, и не остановится, пока не доберётся до цели». Хотя своим деловитым стилем он немного напоминает Джо Фрайдэя из «Облавы», однако выходит за рамки профессии и демонстрирует чувство юмора, благодаря чему «он значительно более человечен и реален». С другой стороны, по мнению Теллера, «Эллиотт банален и слаб», а его персонаж «не имеет отличительных черт».